# Yarrowia (Candida) lipolytica
Яровія ліполітика (лат. Yarrowia lipolytica) – вид аскомікотових дріжджьових грибів з класу сахароміцетів. Використовується для промислового виробництва лимонної кислоти.

## Описання
Yarrowia lipolytica - це аскоміцетні дріжджі, які відрізняються здатністю розкладати ліпіди та білки та рости на n-парафінах як єдине джерело вуглецю. Аеробні організми. Ранні дослідження повідомляли про ізоляцію цього виду з кукурудзи, маргарину , оливок, нафтопродуктів , ґрунту та рогівки людського ока. Зазвичай міститься в різноманітних видах м'яса та молочних продуктів, особливо в ковбасах та сирах. Переносить низький рівень рН, вплив шлункового соку і жовчі. Можна виділити з рота, легенів та кишкового тракту, але також міститься в грунті, морській воді та гіперсалінових озерах. Ключовими ознаками виду є: неможливість ферментувати цукри; засвоєння ряду спиртів, поліолів та органічних кислот; вироблення уреази, коферменту Q-9 та позаклітинних ліпаз та протеаз;  неможливість асимілювати нітрат. Цукор клітинних стінок - це переважно галактоза, а структурні ліпіди мембран містять жирні кислоти з лінолевою кислотою.

## Розмноження
Yarrowia lipolytica росте на солодовому екстракті агару, утвоючи білі колонії, які можуть бути м’якими, гладкими та блискучими, тьмяними, жорсткими, зморшкуватими (залежно від штаму). Безстатевий ріст відбувається шляхом багатостороннього брунькування. Початкові клітини мають сфероїдальну, еліпсоїдальну або витягнуту форму і зустрічаються поодиноко у вигляді пар або невеликих скупчень. Організм характерно диморфний і, крім дріжджових клітин, утворює рясний псевдоміцелій та розгалужений, септований справжній міцелій (гіфи)  шириною 3–5 мкм та довжиною до декількох міліметрів. Перегородки мають єдину центральну мікропору. Тепловий стрес і ріст у присутності N-ацетилглюкозаміну індукують перехід від дріжджів до росту міцелію, тоді як культура на вуглеводнях, як правило, дає більше клітин дріжджів.
Вид гетероталічний, описані типи спарювання A та B. Статеве розмноження з утворенням аскоспор індукується культурою диплоїдних клітин на агарі YM або агарі V8. Цитрат стимулює спороношення. Аски зазвичай утворюються на клітинах гіфа у вигляді коротких бічних гілок або на кінці гіф. Вони мають сферичну або овальної форму і містять від однієї до чотирьох аскоспор. Аскоспори можуть бути сфероїдальними, шапкоподібними та блюдцеподібними, а також мати гладку або шорсткувату поверхню.

## Застосування
Цікавою характеристикою Y. lipolytica є здатність виділяти велику кількість метаболітів, органічних кислот (2-кетоглутарова кислота та лимонна кислота), одноклітинного білка , одноклітинної олії, позаклітинних білків (до 1–2  г/л ліпаз, протеаз, естераз і фосфатаз), ліпосану. Більше того, вид також використовується як модельний організм для вивчення диморфізму, толерантності до солі, продукування рекомбінантних білків та накопичення ліпідів. Особливу цікавість викликає гетероталічність.
Первинний інтерес у виробництві одноклітинної олії пов’язаний з його використанням як потенційної заміни какао-масла. Склад одноклітинної олії багатий довголанцюговими жирними кислотами (пальмітиновою, стеариновою, олеїновою та лінолевою кислотами), що робить його гарною сировиною для виробництва біодизеля.

## Синоніми
- Azymoprocandida lipolytica (F.C.Harrison) E.K.Novák & Zsolt, 1961
- Candida oleae Kreger-van Rij & Verona, 1949
- Candida lipolytica (F.C.Harrison) Diddens & Lodder, 1942
- Candida lipolytica var. thermotolerans Blagod. & Kock.-Krat., 1973
- Candida paralipolytica K.Yamada & Y.Ota, 1963
- Candida pseudolipolytica Blagod. & Kock.-Krat., 1973
- Endomycopsis lipolytica Wick. et al., 1970
- Monilia cornealis Nann., 1928
- Mycotorula lipolytica F.C.Harrison, 1928
- Proteomyces cornealis (Nann.) C.W.Dodge, 1935
- Saccharomycopsis lipolytica (Wick. et al.) Yarrow, 1972